# Кеворк Кеворкян
Кеворк Таквор Кеворкян (р. 11 септември 1944) е български журналист и публицист от арменски произход. Сътрудник на Държавна сигурност от 1973 година.

## Биография

### Произход и образование
Роден е в Сливен. Между 1965 и 1970 г. следва право в Софийския университет.

### Кариера в печата и телевизията
Редактор в отдел „Критика“ (1971 – 1972) и наблюдател във в „Литературен фронт“ (1982 – 1988).
Коментатор (1973), наблюдател (1981) и програмен директор (1990) в Българската национална телевизия. Автор и водещ на програма „Информационен дневник Неделя“ (1976 – 1978). Съавтор и водещ на програма „Всяка неделя“, най-популярното предаване в историята на БНТ (излъчвано 1979 – 1990, 1993 – 1999 като копродукция, 2002 – 2005 като външна продукция, 2012 – 2014 като продукция на Нова телевизия). Разговаря – чрез телевизионни мостове от различни краища на света – с много световни знаменитости, сред които Инокентий Смоктуновски, Сергей Герасимов, Сергей Михалков, Людмила Гурченко, Гари Каспаров (след победата му над Анатолий Карпов), Кашпировски, Никита Михалков, Уилям Сароян, Херберт фон Караян, Жоржи Амаду (покрай международните писателски срещи Кеворк Кеворкян успява да интервюира по-големите звезди и дори да пусне на пазара плоча с беседите си), Шарл Азнавур, Ив Монтан, Жан-Луи Баро, Йежи Кавалерович, Джани Родари, Ерньо Рубик, Йежи Кукучка, астронавтът Ръсел Швейкарт. „Всяка неделя“ е най-популярната програма в историята на Българската национална телевизия.
„Всяка неделя“ с годините се превръща в трибуна на инакомислието и утвърждава нов стил в журналистиката.
Във „Всяка неделя“ се разгаря и най-големия медиен скандал в годините на тоталитаризма – след интервю с академик Николай Амосов, който, предизвикан от Кеворкян, заявява, че най-фалшивият лозунг е „Пролетарии от всички страни, обединявайте се“. Вестник „Работническо дело“, орган на ЦК на БКП, пише, че Кеворкян „окончателно е нагазил в блатото на антикомунизма“. Скоро след това програмата е спряна. Възстановена е след промяната на 10 ноември 1989 г.
Няколко месеца по-късно, заради агресивните атаки на БСП срещу „Всяка неделя“, Кеворкян иска „Вот на доверие“ от публиката и получава подкрепата на над 480 хиляди зрители.

### Други медийни проекти
Издател е на списание „Всяка неделя“ (1990 – 1993).
Основател и собственик на издателство „Зодиак – ВН“, което публикува „От Русия с любов (Джеймс Бонд)“ на Ян Флеминг (1990), „Тайният дневник на Лора Палмър“ на Дженифър Линч (1992), „Автобиографията на специалния агент на ФБР Дейл Купър“ (1992), „Размяна на съпруги“ на Роалд Дал (1992), „Полтъргайст“ на Джеймс Кан (1992), поредицата „Dallas“ на Бърт Хършфелд и Къс Халоу (1992).
През 1993 г. създава радио „Сигнал плюс“. Това е първото българско радио, която излъчва само фолклор и попфолк. Станцията започва пробни излъчвания на 14 декември 1993 г., първоначално по няколко часа на ден само музика. Програмната схема стартира на 17 май 1994 г.
Автор е на седмичната рубрика на вестник „Труд“ „Приказки за телевизията“ (2006).
От 2011 г. е автор на седмична коментарна рубрика във в. „Стандарт“, а от 2012 г. и на седмична рубрика във в. „Преса“.

### Обществена работа и дарителство
Основател и председател на Българското сдружение за честни избори и граждански права (1990) – международна награда „Маршал“, присъдена от Бил Клинтън и Тони Блеър. Създава всенародно движение и възстановява десетки войнишки паметници.
На два пъти със собствени средства възстановява паметника на Пейо Яворов.

### Сътрудник на Държавна сигурност
С решения № 54 от 26.11.2008 г. и № 111 от 17.02.2010 г. на Комисията по досиетата се открива, че Кеворкян е вербуван за агент на Държавна сигурност (ДС) в качеството си на агент под псевдонима „Димитър“ през 1973 година. През юни 1990 г. е поискал личното му дело да бъде унищожено. Запазени са 28 страници доноси писани от Кеворкян в периода 1976 – 1979 г. за колеги журналисти, писатели, литературни критици. Сред лицата, за които е донасял, са Димитри Иванов, Румяна Узунова и Дончо Цончев. В своите мемоари дългогодишният висш офицер от политическата полиция Антон Мусаков сочи „Димитър“ като типичен пример за интелектуалец, сътрудничил на службите главно по кариеристични причини.

## Книги
Автор е на книгите „Събеседник по желание“ (т. 1 – 3, 1981 – 1987), „15 срещи“ (1982), „Личности“ (1989), „Срещи със Симеон Втори“ (1990), „Легендата и нейните герои“ (т. 1 – 3, 2005), „Кеворк проговаря. Необичайни срещи“ (2008), „Кеворк проговаря. Тайните дневници“ (2008), „Тайните на телевизията“ (2009), „Кеворкизми“ (2012), „Плевнелиев – президентът натрапник“ (2017), „История за Личности и буболечки“ (2018), „Сувенири от 10 ноември“ (2020), „Великият случайник“ (2022) и др.
През 2003 г. издателство „Захарий Стоянов“ публикува книга на Антон Стефанов със 77 свидетелства на най-известни български интелектуалци и публични личности за Кеворк Кеворкян и „Всяка неделя“.

## Награди
През 2018 г. получава специалната награда на Съюза на българските журналисти „Йосиф Хербст“ – за цялостен принос в журналистиката.